# Пікабу
Пікабу (Pikabu) — російськомовне інформаційно-розважальне співтовариство. Один із найпопулярніших сайтів у Рунеті: 24-те місце по Росії та 464-те у світі за даними Alexa Internet; 35-те місце по країні і 543-тє у світі за даними SimilarWeb. Індекс якості сайту — 39 000. Є адаптованим аналогом англомовного порталу Reddit. Сайт має мобільну версію та офіційні мобільні додатки для Android і iOS. Портал не блокується на території України, хоча з початку війни з 2014 року зайняв проросійську позицію у війні Росії проти України — на порталі розміщуються заохочувальні заклики про "звільнення України", тоді як антивоєні коментарі та дописи проти війни активно блокуються. 

## Історія
Сайт створений 4 квітня 2009 року Максимом Хрящєвим, що був на той час студентом Податкової академії РФ. Назва сайту походить від дитячої гри «peek-a-boo», в російській культурі її аналогом є гра «ку-ку». В основі сайту лежить модифікований безкоштовний Digg-подібний рушій. Кілька місяців сайт працював в режимі тестування, а офіційною «датою народження» Пікабу вважається 1 серпня 2009.
25 липня 2016 року Pikabu був зареєстрований як товарний знак.

## Зміст
Сайт працює виключно за принципом користувацького контенту, його власники не займаються написанням і просуванням постів. Для додавання і оцінки (лайк, дизлайк) постів і коментарів потрібна реєстрація на сайті, перегляд сайту (крім постів еротичного характеру) доступний і для незареєстрованих відвідувачів. Коментарі на Пікабу являють собою «нескінченно розгалужені» деревоподібні обговорення.
Пости і коментарі можуть містити форматований текст, а також прикріплені картинки, гіфки і відео. Контент як створюється самими користувачами, так і копіюється ними з інших сайтів. Значну частину контенту складають інтернет-меми, деякі з яких зародилися або отримали широку популярність безпосередньо на Пікабу.

### Рейтингова система
Рейтинг поста або коментаря обчислюється за формулою «кількість позитивних оцінок мінус кількість негативних оцінок». Чим більше позитивних оцінок за найбільш короткий час отримає пост, тим вище виявиться в стрічці на заголовній сторінці у разі попадання в неї.
За 1 бал рейтингу поста його автору в загальну скарбничку зараховується 1 бал. За 1 бал рейтингу коментаря його автору зараховується 0,5 бала.
Чим більше у користувача рейтинг, тим у нього більше можливостей на сайті: наприклад, збільшується кількість постів, які можна додати на добу; при попаданні в 20000 найбільш рейтингових користувачів, з'являється опція відключення всієї реклами.

## Спільнота
Серед користувачів сайту переважають чоловіки, 86 % аудиторії складають люди старше 18 років, при цьому 37 % — від 18 до 24 років. Кількість зареєстрованих на сайті користувачів перевищує 1,2 млн осіб. Найбільша кількість відвідувачів сайту проживає в Росії, Україні, Німеччині, Казахстані та Білорусі. На офіційну сторінку у соціальній мережі Facebook — більше 0,8 млн осіб.

### Анонімний Дід Мороз
На Пикабу, як і на Reddit, проводиться новорічна церемонія анонімного обміну подарунками під назвою «Анонімний Дід Мороз», що є аналогом закордонного «Таємного Санти». Користувачі сайту відправляють один одному такі подарунки, як книги, косметичні засоби, кава та солодощі.

### Зелений піксель
На початку 2017 року користувачами сайту був запущений проект, що отримав робочу назву «Зелений піксель», покликаний стати альтернативою традиційному новорічному «Блакитному вогнику». Проект передбачав 12-годинну трансляцію в новорічну ніч за участю молодих виконавців і гумористів, але в кінцевому підсумку став двогодинним відео з привітанням.

## Монетизація
Сайт заробляє за рахунок рекламних постів, які позначаються спеціальним чином і закріплюються вгорі сторінки, а також за рахунок реферальних міток до зовнішніх посиланнь. Розробляється рекламна система з таргетингом, впровадження платних аккаунтів на поточний момент не розглядається.
А також сайт заробляє на продажу квитків на концерти, в театр, на спортивні і дитячі заходи. Проект «Квитки» на Пікабу створений за підтримки компанії White Label.

## Блокування
8 червня 2016 року Роскомнаглядом в Єдиний реєстр заборонених сайтів був внесений пост Пікабу з жартівливою інструкцією «по перетворенню на фею вогню» з мультсеріалу Клуб Вінкс.